# Westernport
Westernport is een plaats (town) in de Amerikaanse staat Maryland, en valt bestuurlijk gezien onder Allegany County.

## Demografie
Bij de volkstelling in 2000 werd het aantal inwoners vastgesteld op 2104.
In 2006 is het aantal inwoners door het United States Census Bureau geschat op 1985, een daling van 119 (-5,7%).

## Geografie
Volgens het United States Census Bureau beslaat de plaats een oppervlakte van
2,3 km², geheel bestaande uit land. Westernport ligt op ongeveer 307 m boven zeeniveau.

## Plaatsen in de nabije omgeving
De onderstaande figuur toont nabijgelegen plaatsen in een straal van 12 km rond Westernport.